# Юшково (Сарапульський район)
Ю́шково (рос. Юшково) — присілок в Сарапульському районі Удмуртії, Росія.
Урбаноніми:
- вулиці — Дачна

## Населення
Населення становить 27 осіб (2010, 41 у 2002).
Національний склад (2002):
- росіяни — 98 %